# Attosegundo
Un attosegundo (de atto) es una unidad de tiempo equivalente a la trillonésima parte de un segundo.
1 as = 10–18 s
La palabra «attosegundo» está formada por el prefijo atto (que deriva de la palabra danesa atten, que corresponde al número 18) y la unidad «segundo».
Su símbolo es as.
Como ejemplos de tiempos que se expresan en attosegundos, están:
- 0,35 attosegundos: el tiempo que necesita la luz para recorrer el radio de Bohr (el diámetro de un átomo de hidrógeno).
- 24 attosegundos: la unidad atómica de tiempo.[2]
- 43 attosegundos: el pulso de luz más corto creado hasta 2017.[3]
- 84 attosegundos: aproximadamente, la vida media del pion π0.
- 320 attosegundos: aproximadamente, el tiempo que necesita un electrón para ser transferido entre átomos.[4][5]